# Instituto Caro y Cuervo
El Instituto Caro y Cuervo es un centro colombiano de altos estudios en literatura, filología y lingüística del idioma español y las lenguas nativas de Colombia, llamado así en honor a dos grandes humanistas y filólogos colombianos Miguel Antonio Caro y Rufino José Cuervo Urisarri. Creado por la Ley 5a. de 1942, el instituto posee una trayectoria de más de 80 años en la salvaguarda del patrimonio lingüístico de Colombia, a través de la formación, la investigación y la apropiación social del conocimiento. Sus sedes son: la Casa Cuervo Urisarri, ubicada en el barrio colonial de La Candelaria, y la Hacienda Yerbabuena, cerca del municipio de Chía (Cundinamarca).
En la actualidad es una entidad adscrita al Ministerio de las Culturas, las Artes y los Saberes que tiene como objetivo principal cultivar la investigación científica en el campo de las humanidades. Su área académica y docente es coordinada por la Facultad Seminario Andrés Bello la cual ofrece seis maestrías, así como diplomados y cursos de extensión. Los programas de posgrado son: Maestría en Escritura Creativa, Maestría en Enseñanza de Español como Lengua Extranjera y Segunda Lengua (modalidad presencial y virtual), Maestría en Estudios Editoriales, Maestría en Lingüística y Maestría en Literatura y Cultura.
Además de destacarse en el campo de la investigación, el instituto también sobresale como un centro cultural, ya que cuenta con dependencias que promueven la cultura y las artes, como la Biblioteca José Manuel Rivas Sacconi, un área de museos y la emisora cultural CyC Radio.

## Misión y visión
El Instituto Caro y Cuervo tiene por objeto promover y desarrollar la investigación, la docencia, el asesoramiento y la divulgación de las lenguas del territorio nacional y de sus literaturas, con miras a fortalecer su uso y reconocimiento con base en su prestigio social y valoración estética. Con este fin, el ICC asesora al Estado colombiano y contribuye en la elaboración de políticas para el fortalecimiento y conservación del patrimonio inmaterial de la nación. De igual manera, preserva, compila, publica y distribuye documentos escritos y audiovisuales, así como elementos de patrimonio material, para contribuir con la conservación de la historia de la cultura colombiana (Artículo 4, Acuerdo 002 de 2010).
Misión: el Instituto Caro y Cuervo, institución de educación superior de posgrado, salvaguarda el patrimonio lingüístico y literario de Colombia a través de la formación, la investigación y la apropiación social del conocimiento. 
Visión: en 2030 el Instituto Caro y Cuervo será un referente en el desarrollo innovador, creativo y sistemático de la investigación, formación y apropiación social del conocimiento con el fin de salvaguardar los aspectos lingüísticos y literarios del patrimonio cultural inmaterial de Colombia. 

## Historia
2018
Se publica el Diccionario de colombianismos rompiendo récord en ventas con 3.000 ejemplares vendidos en la FILBo 2018.
Arranca la primera cohorte de la Maestría en Escritura Creativa del Instituto Caro y Cuervo.
2017
Se obtiene el registro calificado para la Maestría en Escritura Creativa.
En agosto de 2017 recibió un homenaje por parte de la Academia Colombiana de la Lengua y en octubre de 2017 es reconocido por la Real Academia Española por el trabajo realizado durante 75 años.
2016
Se da inicio a la primera cohorte en las maestrías de Estudios Editoriales y Enseñanza del Español como segunda Lengua (ELE).
El Instituto Caro y Cuervo presenta el Seminario Permanente de Lenguas Nativas que se realiza los primeros martes de cada mes en la Casa de Cuervo.
2015
Arranca la construcción del Diccionario de colombianismos, es un diccionario de voces y expresiones del español colombiano, de las diversas regiones del país, de uso frecuente y actual. Contiene vocabulario general, coloquial, juvenil, del folclor y la cultura, fauna y flora. En este momento se cuenta con 3.500 términos, 4.000 definiciones y 3.000 ejemplos.
2014
El 27 de noviembre de 2014 en la sede del Instituto Cervantes (IC) en Madrid y por espacio de dos meses se abrió al público español la exposición denominada Palabras de maíz y café que repasó la historia y contenidos del Atlas Lingüístico-Etnográfico de Colombia, una obra de referencia en la documentación y sistematización de la lengua en Colombia. En noviembre el Instituto recibe mención especial en los premios de excelencia en gobierno en línea por la dinamización de las actividades relacionadas con el gobierno abierto “Premio máxima velocidad”.
2013
El 4 de diciembre de 2013 asume la dirección del ICC la doctora Carmen Millán. Abogada de formación de la Pontificia Universidad Javeriana, con dos maestrías en Administración Pública, español, y PhD en Español de la Pennsylvania State University.
El 21 de febrero de 2013 inició transmisiones la emisora en línea del Instituto Caro y Cuervo. Actualmente hay 12 horas de programación diaria que va desde las 6:00 a. m. a las 6:00 p. m. y se repite de 6:00 de la tarde a 6:00 de la mañana.

## Sede Hacienda Yerbabuena
La sede norte del Instituto Caro y Cuervo está ubicada en el fragmento de una de las más tradicionales haciendas sabaneras de los siglos XVIII y XIX. En ella desde la segunda mitad del siglo XX el arquitecto español Alfredo Rodríguez Orgaz construyó un edificio que alberga la Biblioteca Rivas Sacconi Archivado el 12 de julio de 2022 en Wayback Machine., (antes denominada Biblioteca Ezequiel Uricoechea). En torno a esta se ubicaron los espacios para servicios académicos (aulas, oficinas de investigadores y el Laboratorio de Fonética experimental) y usos administrativos. En la década del setenta se construyó el espacio industrial para ubicar la Imprenta Patriótica, donde se encuentran las oficinas del Sello Editorial Archivado el 3 de agosto de 2022 en Wayback Machine. del ICC. 
Desde el 2012 la casa donde vivió la familia del expresidente José Manuel Marroquín fue cerrada para acometer los procesos de reforzamiento estructural y restauración integral del inmueble. En los 18 espacios de esta casa se abrirá en los próximos años el Museo de Yerbabuena.
La  gran protagonista de esta sede es la vegetación; por ello se desarrolla un proyecto de restauración del ecosistema, con el apoyo del Instituto Humboldt, que inició con el jardín central Matilde Osorio de Marroquín, parte del paisajismo, la zona del humedal, y que espera albergar por lo menos el 60 % del terreno total de la sede.

## Sede centro
La Casa Cuervo Urisarri abarca tres construcciones que se comunican por patios empedrados y zonas verdes. Las casas han sido restauradas, adaptadas y reconstruidas desde 1974 hasta la fecha, con el fin de prestar servicios académicos, culturales y administrativos del Instituto. En 2018 se puso en servicio el nuevo edificio de la Facultad Seminario Andrés Bello con salones amplios y ascensor para el acceso de personas con discapacidad.
Cuenta con un auditorio con capacidad  para ochenta personas, una emisora con estudio de grabación, dos cafeterías y la Biblioteca Rivas Sacconi, integrada por una sala de lectura con colección abierta, una sala de referencia y una sala de hemeroteca. 
La casa que habitaron los Cuervo Urisarri ofrece al público cuatro salas de exposiciones de acceso gratuito y coordinado por el área de gestión de museos.